# مامور سای
مامور سای به (انگلیسی:Agent Sai Srinivasa Athreya) یک فیلم هجان انگیز، کمدی دلهره‌آور محصول هند به کارگردانی سوروپ آر اس جی در سال ۲۰۱۹ است.